# Sharpstones Hill
Sharpstones Hill ist eine archäologische Ausgrabungsstätte, die etwa 400 Meter südwestlich von Weeping Cross (Shropshire, England) liegt. Hier wurden Siedlungsreste der Bronzezeit und vor allem der späten Eisen- und Römerzeit gefunden. Eine Anlage wurde 1969 ausgegraben. Es fand sich eine Einzäunung (37 Meter im Quadrat) mit einem Graben und einer runden Hütte in der Mitte. Es dürfte sich um eine bäuerliche Siedlung der Kelten handeln. Der Ort war bis in römische Zeit bewohnt, ohne dass sich der allgemeine Charakter änderte. Die Keramik deutet eine Belegung bis ins zweite Jahrhundert nach Christus an. Wahrscheinlich in römischer Zeit wurde die runde Hütte durch eine quadratische Hütte ersetzt. Diese Siedlungsreste belegen, wie die einfache Bevölkerung in keltischer und römischer Zeit lebte.